# Panzer AG (Band)
Panzer AG ist ein 2004 gegründetes Nebenprojekt des norwegischen Künstlers Andy LaPlegua, dem Gründer und Sänger von Combichrist und Mitgründer der Band Icon of Coil.

## Bandgeschichte
Nachdem Andy LaPlegua mit Icon of Coil den Bereich des Future Pop und mit Combichrist den technoiden Elektro-Sound abgedeckt hatte, gründete er mit Jon Horton und Lauren Krothe das Projekt Panzer AG.
Ihren ersten Deutschlandauftritt hatte die Band auf dem Amphi Festival im Jahr 2009.

## Diskografie

### Alben
- 2004: This is My Battlefield
- 2006: Your World Is Burning